# Élie de Decazes
Élie, diuk de Decazes (ur. 28 września 1780 w Saint-Martin-de-Laye, zm. 24 października 1860 w Decazeville) – francuski polityk, premier w latach 1818–1820.
Syn wojskowego z departamentu Żyrondy, Élie Decazes studiował w szkole wojskowej w Vendôme od 1790 do 1799. Po skończeniu studiów wojskowych podjął studia prawnicze i, po zawarciu małżeństwa z drugą córką hrabiego Muraire, został sędzią w trybunale cywilnym departamentu Sekwany w 1805. Następnie mianowany radcą Ludwika Bonapartego w 1807, a w 1811 adwokatem-radcą w sądzie apelacyjnym Paryża.
Bezpośrednio po upadku Napoleona Bonaparte zdeklarował się jako umiarkowany monarchista. Pozostał wierny Burbonom podczas Stu Dni, za co został wynagrodzony przez Ludwika XVIII stanowiskiem prefekta policji paryskiej 7 lipca 1815.

## Restauracja
Za czasów restauracji stał się faworytem Ludwika XVIII i przez kilka lat sprawował stanowiska ministerialne. W grudniu 1818 Ludwik XVIII mianował premierem i ministrem spraw zagranicznych markiza de Dessolles w miejsce księcia Richelieu. Dessolles był jednak figurantem, a faktyczną władzę sprawował Decazes. Taki stan utrzymał się przez rok, aż w końcu w listopadzie 1819 Decazes zastąpił Dessollesa na stanowisku premiera. Po dysmisji z 20 lutego 1820 został mianowany ambasadorem w Londynie.

## Upamiętnienie
Na cześć Decazesa nazwano miasto Decazeville, w którym ma on swój pomnik. Jego imię nosi plac w Libourne, mieście oddalonym ok. 15 km od miejsca jego narodzin. Na placu tym w 1865 wzniesiono mu pomnik autorstwa Augustina Dumonta, który został zdemontowany i stopiony w czasie rządów Vichy. Po II wojnie światowej pomnik odtworzono. Jego autorem jest rzeźbiarz Maxime Real del Sarte.